# 블랙 메탈

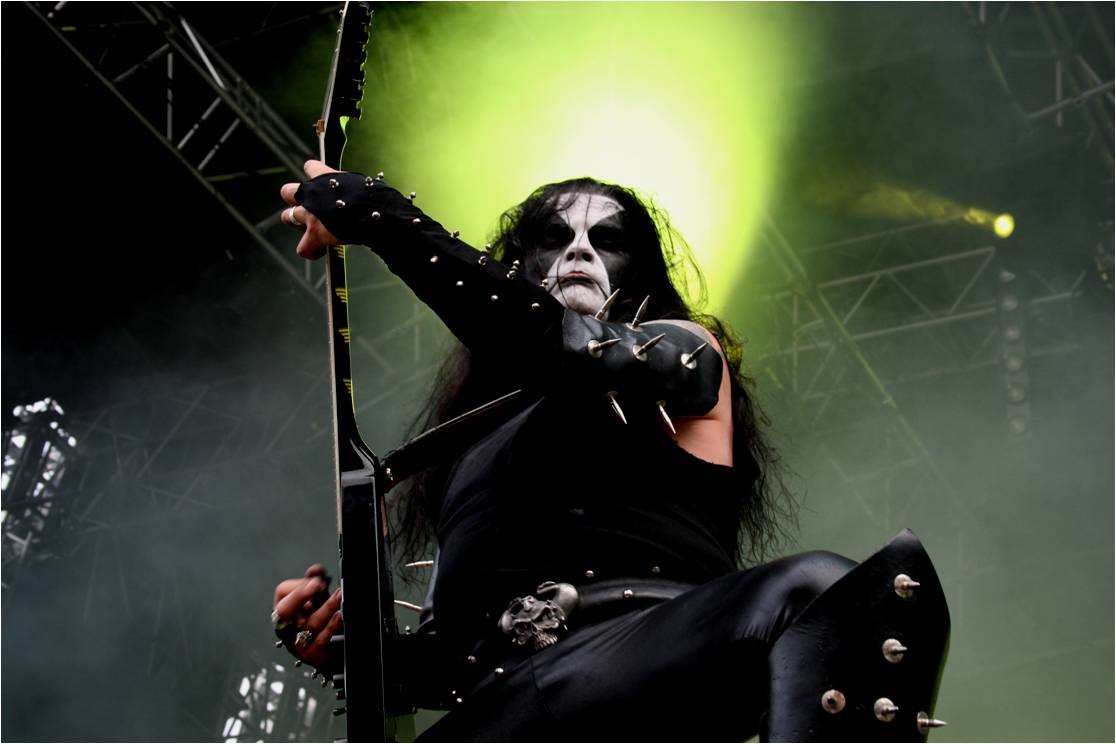

블랙 메탈 (Black Metal)이란 헤비 메탈의 하위 장르로써 트레몰로와 블래스트비트를 기반으로 반복적인 특징을 가지고 있다.
초기 블랙 메탈은 유럽에 깊숙히 들어가있는 기독교를 부정하는 것이 특징이었다. 명칭은 쓰래쉬 메탈 밴드 베놈의 "Black Metal"을 근원으로 한다. 사운드가 어둡고 음산하며 무거운 것이 특징이나, 심포닉 블랙 메탈이나 바이킹 메탈을 비롯한 여러 하위 장르에서는 다양한 악기를 통해 독특한 분위기를 자아내기도 한다.
블랙메탈은 사실 블랙 사바스에서 이미 나타난 헤비메탈의 일반 대중 음악과 차별화 되는 특성(보컬 위주의 절-후렴에 비해 기타 리프에 내재된 멜로디들의 전개를 통한 곡의 발전)을 가장 강화한 형태의 음악으로, 블랙메탈의 표준과도 같은 버줌이나 엠퍼러 등의 밴드들의 경우 일반 대중 음악과 판이하게 다른 서사적 구조를 사용하고 있다.
그러나 시간이 지나면서 단지 자신들의 문화를 찬양하는 등, 비단 악마적이고 반기독교적인 음악에서 벗어난 형태 또한 나타기 시작했다. 이는 특히 비유럽권 밴드에서 두드러지게 나타나는 특징이며, 유럽의 밴드들 중에서도 나치의 사상으로 기반으로 한 내셔널 소셜리스트 블랙 메탈 (NSBM)장르도 생기기도 하였다. 또, 자살과 우울을 다루는 DSBM (Depressive Suicidal Black Metal) 또한 사타니즘이 중심이 아닌 또 하나의 블랙 메탈의 분파이다.
특히 스칸디나비아반도에서 전성기를 이루었으며 노르웨이의 버줌, 메이헴, 엠퍼러, 다크스론, 스웨덴의 디섹션, 다크 퓨너럴, 마덕 등이 유명하다. 그 중에서도 실질적으로 블랙메탈의 스타일적 기반을 다진 것은 노르웨이 밴드들이며, 스웨덴에서는 애호가들에게 새크라멘텀이 주요 밴드로 인정받는다.
또한 버줌의 카운트 그리쉬나크와 메이헴의 유로니무스 등이 주도하여 교회 연쇄방화를 일으킨 것과 카운트 그리쉬나크가 유로니우스와의 갈등 끝에 살해한 것이 블랙 메탈에 얽힌 대표적인 일화이다.

## 주요 앨범
- 버줌 - Burzum
- 버줌 - Hvis lyset tar oss
- 다크쓰론 - Under A Funeral Moon
- 다크쓰론 - Transilvanian Hunger
- 인슬레이브드 - Vikingligr Veldi
- 헬하임 - Jormundgand
- 파니스크 - Die and Become

## 같이 보기
- 스크리밍